# Lex severior retro non agit
Lex severior retro non agit (łac. prawo surowsze nie działa wstecz) – modyfikacja zasady lex retro non agit mówiącej, że prawa nie należy stosować wstecz.
Zasada ta w pełni rozwinięta jest na gruncie prawa karnego. Jej wyrazem są przepisy art. 4 Kodeksu karnego. Stanowi on, że w wypadku, kiedy przestępstwo zostało popełnione pod rządami jednej ustawy, zaś orzekanie ma miejsce pod rządami nowej, należy stosować nowe przepisy, chyba że obowiązujące poprzednio są względniejsze (łagodniejsze) dla sprawcy (art. 4 § 1).